# خلة خازن
خلة خازن أو خلة خازم  هي إحدى القرى اللبنانية من قرى قضاء جزين في محافظة الجنوب.